# Gilbert Bouchard
 (août 2012).
Si vous disposez d'ouvrages ou d'articles de référence ou si vous connaissez des sites web de qualité traitant du thème abordé ici, merci de compléter l'article en donnant les références utiles à sa vérifiabilité et en les liant à la section « Notes et références ».
 (décembre 2018).
- Si vous ne connaissez pas le sujet, laissez ce bandeau (vous pouvez alors contacter les auteurs).
- Si vous supprimez le contenu mis en cause (vous pouvez préalablement contacter les auteurs),

argumentez précisément cette suppression dans la page de discussion
(un manque de référence n'est pas un argument ; une recherche réelle de référence doit avoir été effectuée, être formellement documentée).
 (décembre 2018).
Pour les articles homonymes, voir Bouchard.
Gilbert Bouchard, dit Pica, né le 29 mars 1957 à Lyon (France), est un auteur de bande dessinée et acteur français.

## Biographie
S'il est né à Lyon le 29 mars 1957, il n'y vivra jamais. Ce lieu de naissance est lié au fait qu'il n'y avait pas de maternité à Saint-Priest où vivaient ses parents. Fils unique, il passe une jeunesse heureuse à Saint-Priest. Son père travaille à l'ORTF et participe à la télévision régionale où il a été embauché à la fin de ses études en 1955. Ingénieur de la vision, il est responsable du car vidéo et couvre nombre d'émissions en direct. Sur le point d'être muté dans les pays d'outre mer, il refuse ce poste devant l'insistance de son fils à vouloir rester à Saint-Priest. Sa mère a cessé de travailler après sa naissance. C'est une dessinatrice qui aurait rêvé d'être illustratrice de livres pour enfants à l'image de Samivel, un de ses dessinateurs préférés.
Il est figurant dans Camping Paradis en 2020, puis acteur, notamment en 2021 dans la série HPI (série télévisée) et le film C'est magnifique ! de Clovis Cornillac.

## Albums et livres
- 1981 La Chapelle du Démon (éd. Glénat)
- 1982 Une Valise pour Jupiter (éd. Glénat)
- 1984 La Bande dessinée à l'École, c'est facile (éd. Bédésup)
- 1985 Histoire des Rues de Lyon (éd. Sériprint)
- 1986 Histoire de Chambéry (éd. Caisse d'Épargne)
- 1987 Histoire de la Savoie (Robert Viard éd.)
- 1988 Histoire de la Haute-Savoie (Robert Viard éd.)
- 1988 Les Tonkinoises (éd. Kesselring / scénario Jean Prost)
- 1988 Histoire du Château d'If (éd. Bédésup / scénario Jean-Claude Faur-Gilbert Bouchard, dessins Olivier Berlion-Gilbert Bouchard)
- 1989 Histoire d'une Ville, Lyon (Robert Viard éd.)
- 1992 La Fabuleuse Histoire des Rues de Lyon T1 (éd. Plainoiseau)
- 1993 La Fabuleuse Histoire des Communes du Rhône (éd. Plainoiseau)
- 1993 Les Très Riches Heures de Chambéry (éd. Plainoiseau réédition)
- 1993 Les Riches Heures de la Savoie (éd. Plainoiseau réédition)
- 1993 Les Très Riches Heures de la Haute-Savoie (éd. plainoiseau réédition)
- 1993 T'as pas Cent balles (éd. Plainoiseau)
- 1994 La Fabuleuse Histoire des Rues de Lyon t. 2 (éd. Plainoiseau)
- 1995 Les Cent ans du Cinéma (éd. Glénat)
- 1997 L'Histoire des Transports lyonnais (éd. Plainoiseau) nommé à Angoulême
- 1999 Un Amour de Croco (éd. Casterman dessins de Pica)
- 2000 Croco a les crocs (éd. Casterman dessins de Pica)
- 2001 Croco, Champion d'immondes (éd. Casterman dessins de Pica)
- 2001 Histoire de l'Isère T1 (éd. Glénat)
- 2001 Histoire de l'Isère T2 (éd. Glénat)
- 2001 Les Rues de Lyon (éd. Glénat réédition)
- 2002 Histoire de l'Isère T3 (éd. Glénat)
- 2002 Histoire de l'Isère T4 (éd. Glénat)
- 2002 Drôle de Croco (éd. Casterman dessins de Pica)
- 2002 Les Babyfoots (Bamboo Édition dessins de Pica)
- 2002 Histoire de la Savoie (éd. Glénat réédition)
- 2002 Histoire de la Haute Savoie (éd. Glénat réédition)
- 2003 Histoire de l'Isère T5 (éd. Glénat)
- 2005 Histoire de Lyon T1 (éd. Glénat)
- 2006 Les Meilleurs Récits d'Yves Duval (éd. Loup scénario Yves Duval)
- 2006 Histoire de Lyon T2 (éd. Glénat)
- 2006 Histoire des Rues de Grenoble (éd. Glénat)
- 2006 La Bande Dessinée, c'est Facile (éd. Glénat)
- 2007 Histoire de Lyon T3 (éd. Glénat)
- 2009 Champollion et le secret des Hiéroglyphes (éd. Glénat scénario Jean Prost)
- 2010 Les Voyages d'Alix à Lugdunum (éd. Casterman textes Armand Desbat)
- 2011 Les Voyages d'Alix à Vienna (éd. Casterman textes Benoït Helly)
- 2011 Eh, P'pa (éd. Jacques André)

## Presse bandes dessinées

### Maxi
Scénario et dessins Gilbert Bouchard
- 1976-1977  Arsène Lapin

### Amis-Coop
Dessins Gilbert Bouchard / scénario Frank Giroud
- Les Aventures de Simon Barjac

### Circus
Dessins Gilbert Bouchard
1983  no 60. Les Tonkinoises. Textes : Jean Prost (8 p.).

### Journal TintinpuisHello Bédé
Dessins Gilbert Bouchard / Scénario Yves Duval
- 1985  no 491 L'Affaire Thérèse Humbert (4 p.).
- 1990  no 47  Ferdinand Verbiest, un missionnaire de canons 4 p.).
- 1990  no 54  Aléijadinho, le Michel-Ange brésilien (4 p.).
- 1991  no 25  Les pilotes du non-retour (4 p.).
- 1991  no 41 Pero le Portugais (Couverture et 8 p.).
- 1991  no 42  Pero le Portugais: Le rendez-vous du Caire (8 p.).
- 1991  no 43  Pero le Portugais: Le désert sans pitié (8 p.).
- 1991  no 44  Pero le Portugais: Dans les Indes Myctérieuses (8 p.).
- 1991  no 45  Pero le Portugais: La vérité sur le mystérieux prêtre Jean (8 p.).
- 1991  no 46  Pero le Portugais: La rencontre tant attendue (6 p.).

scénario et dessins Gilbert Bouchard
- 1992  no 51 Un Noêl de chien (4 p.).

Scénario Yves Duval, dessins Gilbert Bouchard
- 1991  no 29  L'exil du prince Rama (5 p.) et la maîtresse de Rothenburg (4 p.).

### Bodoï
Scénario Gilbert Bouchard
- 1999  no 24 Cadavre exquis. Dessins de Steve Cuzor, Marc Cuadrado et Pica.
- 2004  no 12 HS. Le petit serrurier. Dessins Will (3 p.).

### Journal de Spirou
Scénario : Gilbert Bouchard
- 1992   no 2855  Sommaire Bon nannée. Dessins Philippe Bercovici.
- 1995   no 2983  Les poules à lier concours. Dessins Pica (2 p.).
- 1995   no 3004  Les sondages. Dessins Pica (2 p.).
- 1995   no 3007  Sommaire. Dessins Pica.
- 1995   no 3007  Rédactionnel Comment naît une nouvelle série: Les poules à lier. Coauteurs : Thierry Tinlot Pica.
- 1996   no 3012 à 3014, 3019, 3022 à 3025, 3027 à 3031, 3034 à 3040, 3042, 3043, 3048 à 3057, 3060 à 3062. Les poules à lier Dessins Pica.
- 1996   no 3055 La petite marchande de lunettes. Dessins Pica (4 p.)
- 1996   no 3055 Le latin à la rédaction. Dessins Mauricet (2p).
- 1996   no 3058 Un bon truc pour briller dans les festivals. Dessins Mazel.
- 1997   no 3064, 3065, 3067, 3069, 3077. Les poules à lier. Dessins Pica.
- 1997   no 3092 et 3093. Monsieur le ministre. Dessins Mike Deporter.
- 1997   no 3069 Pinpin Pilou. Dessins Deth.
- 1997   no 3106 Supermarché. Dessins Maltaite (3 p.).
- 1997   no 3114 Fax food. dessins Gwen.
- 1997   no 3115 Le Petit Serrurier. Dessins Will (3 p.)
- 1997   no 3115 Le petit serrurier. Dessins Maltaite (3 p.).
- 1997   no 3116 Joyeux Noël, Caligula. Dessins Walthéry, Marchin (4 p.)
- 1998   no 3123 et 3124. Monsieur le ministre. Dessins Pica (2 p.)
- 1998   no 3131 et 3139. Les poules à lier. Dessins Pica.
- 1998   no 3123 La Gueule de l'emploi. Dessins Marco.
- 1998   no 3130 Un petit vèlo dans la tête. Dessins Frantz Duchazeau (3 p.)
- 1998   no 3141 Les babyfoot. dessins Pica.
- 1999   no 3170 Les Poules à lier. Dessins Pica.
- 1999   no 3183 Les Zappeurs. Dessins Bercovici.
- 1999   no 3195 Le Boulébill. Dessins Pica (2 p.).
- 1999   no 3215 Acharnement titanesque. dessins Hardy, Maltaite (5 p.).
- 2003   no 3398 Mon boss, ce héros. Dessins Blatte.
- 2003   no 3381 Le crêpobole. Dessins Blatte.
- 2003   no 3405 Cyclopédie atypique. Blatte (3 p.).
- 2003   no 3407 Une affaire qui roule. Dessins Gaudimus (2 p.).
- 2003   no 3426 Loftstarabédé. Dessins Bordeleau.
- 2004   no 3433 La Plongée sous glace. Bordeleau.
- 2004   no 3449, 3450 et 3455. Dessins Ghorbani.
- 2004   no 3480 et 3481. Dessins Pilet.
- 2004   no 3434 Star Crêp. Dessins Brumaire.
- 2004   no 3437 Microbes. Dessins Bordeleau (5 strips).
- 2004   no 3464 Le portrait Robot. Dessins Jérôme Duveau.
- 2006   no 3536 La Lettre. dessins Millet (5 p.).
- 2006   no 3543 Le rêve d'une vie. dessins Pazos et Wesel (3 p.).
- 2006   no 3549 La mission. Dessins Didot et Nico (2 p.).
- 2006   no 3557 Le Chapeau de la nuit des temps. dessins de Yuio (5 p.).
- 2006   no 3584 Le bois sans retour. Dessins Bruno Bazile et Huet. (6 p.).
- 2007   no 3592 Rédactionnel. Dessins Laurel.
- 2007   no 3609 Trou noir troublant. Dessins Schmurl (6 p.).
- 2008   no 3647 Le briseur de chaînes. Dessins Didot et Wesel (3 p.).
- 2008   no 3649 Le conte défait. dessins Maury H et Leonardo (6 p.).
- 2008   no 3665 Sourire de lune. Dessins Yuio (6 p.).

### Tournesol
Polyanna Dessins Gilbert Bouchard scénario Viviane Dupont couleurs Véronique Grobet
- 2012  no 381 Arrivés à Harrington (14 p). no 382  Le jeu de la joie (6 p). no 383  Une question de devoir (6 p).

### Journal de Mickey
Les Aventures du P'tit Dèj.
Série de strips hebdomadaires publiée depuis 1999. 658 strips publiés à ce jour.

### Revues diverses

#### Arkéo Junior
- 2011  no 187 Romulus et Rémus (8p.). Dessins et scénario : Gilbert Bouchard

### Histoire Junior
Dessins et scénarios Gilbert Bouchard (récit en quatre pages).
- 2011  no 1. Aliénor d'Aquitaine. no 2. Dagobert. no 3. Marie-Antoinette.
- 2012  no 4. Marco Polo. no 5. Jeanne la Folle. no 6. Olympe de Gouges. no 7. Aix-la-Chapelle. no 8. La Révolution de 1830. no 9. La première croisade. no 10. Une journée avec Louis XIV

## Dessins de communication
- Mutli est une série de bandes dessinées ludique et éducative qui vise à sensibiliser les enfants aux grands thèmes sociaux et de prévention.
  - Les Gestes de premier secours (1996)
  - Dis: « non » à la violence (2001)
  - Vivre ensemble, les filles et les garçons (2005)

## Filmographie
- 2019 : Madame Michelle (court métrage)[3]
- 2021 : C'est magnifique ! film de Clovis Cornillac
- 2021 : HPI (saison 2, épisode 3 « Made in France »), réalisé par Vincent Jamain : Professeur Labiale